# Lâu đài Malbork
Lâu đài Malbork (tiếng Ba Lan: Zamek w Malborku, tiếng Đức: Ordensburg Marienburg) là một lâu đài cổ được xây dựng bởi dòng họ của những hiệp sĩ Teuton vào thế kỷ 12-13 (từ năm 1274). Lâu đài là điển hình của một pháo đài thời trung cổ, và cũng là toà lâu đài được xây hoàn toàn bằng gạch theo phong cách kiến trúc Gothic lớn nhất thế giới với diện tích lên đến 143.591 m². Lâu đài này nguyên là một pháo đài, xây dựng theo đặt hàng của người Đức. Thời gian đó, công trình này được đặt tên là Marienburg (Lâu đài của Mary hay Lâu đài của Maria), thị trấn xung quanh lâu đài cũng được gọi là Marienburg.
Lâu đài nằm ở vùng biên giới của Châu Âu trung cổ, lâu đài là nơi khắc ghi truyền thuyết về tình huynh đệ thiêng liêng của những chiến binh xưa, truyền thuyết về lòng trung thành và nỗi khiếp sợ. Các hiệp sĩ German hiện thân của lòng tin và lòng quả cảm đã làm tròn bổn phận đối với một trong những vương quốc vĩ đại nhất của thời trung cổ ở châu Âu. Từ những năm 1945, lâu đài này thuộc về Ba Lan và có tên gọi chính thức là Malbork. Malbork được UNESCO ghi nhận là di sản văn hoá thế giới vào tháng 12 năm 1997. Đến nay Malbork vẫn hầu như giữ nguyên dáng vẻ hùng vĩ và tráng lệ của mình.